# Retropropagazione dell'errore
La retropropagazione dell'errore (in inglese backpropagation) è un algoritmo per l'addestramento delle reti neurali artificiali, usato in combinazione con un metodo di ottimizzazione come per esempio la discesa stocastica del gradiente.
La retropropagazione richiede un'uscita desiderata per ogni valore in ingresso per poter calcolare il gradiente della funzione di perdita (funzione di costo). Viene considerato quindi un metodo di apprendimento supervisionato, sebbene venga usato anche in reti non supervisionate come gli autocodificatori o Reti Diabolo. È una generalizzazione della regola delta di reti feed-forward multistrato, resa possibile usando la regola della catena che iterativamente calcola i gradienti per ogni strato.
La retropropagazione richiede che la funzione d'attivazione usata dai neuroni artificiali (o "nodi") sia differenziabile.
Una delle principali difficoltà nell'uso della retropropagazione dell'errore è il cosiddetto problema della scomparsa del gradiente, dovuto all'uso di funzioni di attivazione non lineari che causano una diminuzione esponenziale del valore del gradiente all'aumentare della profondità della rete neurale.